# Hiv-Sverige
Hiv-Sverige är en nationell rättighets- och påverkansorganisation för alla som lever med hiv och alla som berörs av hiv i Sverige. Hiv-Sverige grundades 1989 under namnet Riksförbundet för hivpositiva (RFHP) och registrerades officiellt 1990 som en ideell medlemsorganisation. År 2006 fick organisationen sitt nuvarande namn.

## Organisationen
HIV-Sverige är politiskt och religiöst obunden och arbetar med att förbättra levnadsvillkoren för personer som lever med hiv i Sverige. HIV-Sverige bedriver hivpolitisk påverkas- och opinionsarbete, informations och preventions kampanjer samt erbjuder juridisk rådgivning till personer som lever med hiv. HIV-Sverige har sitt säte och kansli i Stockholm. Organisationen är medlem i Funktionsrätt Sverige

## Röda bandet (Red Ribbon)
HIV-Sverige är den officiella distributören av Röda bandet som är den internationella symbolen för medvetenhet om HIV och aids.

## Heders- Red Ribbon
Heders-Red Ribbon är en utmärkelse som delas ut av Hiv-Sverige i anslutning till International AIDS Candlelight Memorial Day i maj. Utmärkelsen instiftades 2005 i samband med HIV-Sveriges 15-årsjubileum. De som erhållit utmärkelsen är:
- 2005 – Överläkare Pehr-Olov Pehrsson.
- 2006 – Sprututbytesprogrammet i Malmö.
- 2007 – Kurator Christina Ralsgård.
- 2008 – Musikern Andreas Lundstedt.
- 2009 – Walter Heidkampf.
- 2010 – Anna Maria Sörberg.
- 2011 – Aktivisten Hans Nilsson.
- 2012 – Aktivisten Steve Sjöquist.
- 2013 – Författaren Jonas Gardell och Riksdagsledamoten Barbro Westerholm.
- 2014 – Professor Jan Albert.
- 2016 – Fotografen Elisabeth Ohlson Wallin.
- 2017 – Professor Anders Sönnerborg.
- 2018 – The WAD-Girls
- 2019 – Sjuksköterskan Ronnie Ask
- 2020    Staffan Hildebrand